# Canon EOS 350D
Canon EOS 350D Digital (на ринку США Canon EOS Digital Rebel XT, в Японії Canon EOS Kiss Digital N) — друга цифрова дзеркальна фотокамера аматорського рівня серії EOS японської компанії «Canon». Як і попередник Canon EOS 300D, 350D орієнтована на любителів та початківців. Фотоапарат був представлений 17 лютого 2005 року. В вересні 2006 року вийшла модель Canon EOS 400D, що стала подальшим розвитком серії.

## Відмінність від Canon EOS 300D

### Корпус та механіка
- Менша маса камери 485 г замість 694 г (body).
- Менші габаритні розміри: 127 × 94 × 64 мм замість 142 × 99 × 72 mm.

### Електроніка
- Новий процесор DIGIC II
- Менший час увімкнення (0,2 с замість 0,3 с)
- Збільшена роздільна здатність сенсора з 6,3 млн пікселів до 8 млн пікселів.
- Максимальна швидкість зйомки зросла з 2,5 до 3 кадрів в секунду.
- Максимальна кількість кадрів, що може поміститися в буфер при серійній зйомці, збільшилась з 4 кадрів до 14 кадрів (JPEG).

### Інтерфейс та налаштування
- В списку вибору мов з'явилася російська та корейська мови.
- З'явилася можливість вибору режимів AF та виміру експозиції.
- З'явилася можливість блокування дзеркала.

### Інше
- Оновлена версія штатного об'єктиву EF-S 18–55 mm 1:3.5-5.6 II.
- Новий тип акумулятора NB-2LH.
- Новий BG-E3 батарейний блок.

## Виробництво
Початковий об'єм виробництва Canon EOS 350D склав 130.000 екземплярів на місяць. Це майже вдвічі більше за стартові об'єми виробництва камери-попередника, 300D. У 2006 році компанія «Canon» назвала EOS 350D найпродаванішим дзеркальним фотоапаратом всіх часів.